# Dörrigsen
Dörrigsen ist eine Ortschaft der Stadt Einbeck im südniedersächsischen Landkreis Northeim.

## Geografie
Das Dorf Dörrigsen befindet sich im südlichen Teil der Stadt Einbeck, das etwas abgelegen von größeren Verkehrswegen am Südlieth, einem nördlichen Vorberg der Ahlsburg liegt.

## Geschichte

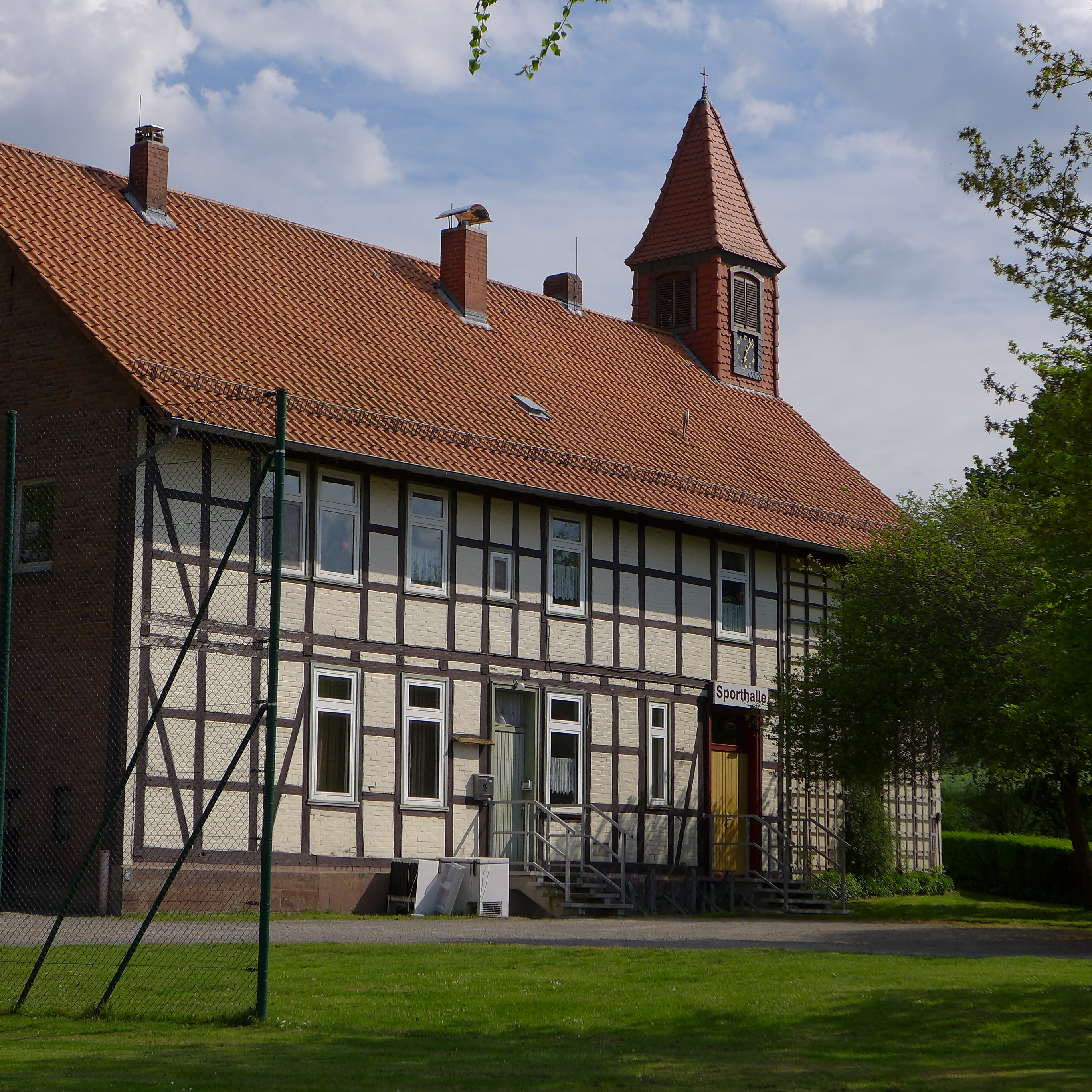
Sporthalle in Dörrigsen

Erste urkundliche Erwähnung fand Dörrigsen um das Jahr 1254 als Dorrigesen, später auch Doringessen genannt. Im Jahr 1865 wurde im Ort das erste Schulgebäude errichtet, nachdem bereits seit 1800 Kinder in Dörrigsen unterrichtet wurden.
Im Zuge der Gebietsreform in Niedersachsen, die am 1. März 1974 stattfand, wurde die zuvor selbständige Gemeinde Dörrigsen durch Eingemeindung zur Ortschaft der Stadt Einbeck.

## Politik

### Ortsrat
Der Ortsrat, der die Ortschaften Buensen, Dörrigsen, Iber und Strodthagen gemeinsam vertritt, setzt sich aus neun Ratsmitgliedern zusammen. Bei der Kommunalwahl 2021 ergab sich folgende Sitzverteilung:
- Wgem. Buensen, Dörrigsen, Iber, Strodthagen: 7 Sitze
- Einzelbewerber Marc Küchemann: 1 Sitz
- Einzelbewerber Ralf Schnepel: 1 Sitz

(Stand: Kommunalwahl 2021)

### Ortsbürgermeister
Der Ortsbürgermeister ist Alexander Stolte (WG).

### Wappen
In der Mitte des goldenen Wappenschildes liegt die rote Blüte einer Heckenrose zwischen blauen Querstreifen ober- und unterhalb.

## Kultur und Sehenswürdigkeiten
Der in Dörrigsen ansässige Sportverein heißt TSV Jahn Dörrigsen. Außerdem gibt es die Freiwillige Feuerwehr.